# Лупени
Лупени (на румънски: Lupeni) е град в Румъния. Населението му е 23 390 жители (2011 г.). Намира се в часова зона UTC+2. Името на града е производно от думата на румънски за вълк. В града има мина за въглища, една от най-големите в Румъния.